# Ines Cokarić
Ines Cokarić (Zagreb, 31. siječnja 1980.) je hrvatska kazališna, televizijska i filmska glumica.

## Filmografija

### Televizijske uloge
- "Loza" kao Sanja (2011.)
- "Pod sretnom zvijezdom" kao Branka (2011.)
- "Tužni bogataš" kao Nikolina (2008.)
- "Zauvijek susjedi" kao Silvija (2008.)
- "Hitna 94" kao Jana (2008.)
- "Zakon ljubavi" kao Vesna (2008.)
- "Dobre namjere" kao Lola (2007. – 2008.)
- "Odmori se, zaslužio si" kao žena s prezentacije (2007.)
- "Bitange i princeze" kao medicinska sestra (2007.)
- "Obični ljudi" kao novinarka (2006.)
- "Ljubav u zaleđu" kao frizerka (2005. – 2006.)
- "Zabranjena ljubav" kao sobarica (2005.)

### Filmske uloge
- "Snivaj, zlato moje" kao Veronika (2005.)

## Vanjske poveznice
- Ines Cokarić u internetskoj bazi filmova IMDb-u (engl.)
- Stranica na StudioKubus.hr  Arhivirana inačica izvorne stranice od 30. prosinca 2008. (Wayback Machine)